# 8240 Matisse
A 8240 Matisse (ideiglenes jelöléssel 4172 T-2) a Naprendszer kisbolygóövében található aszteroida. Cornelis Johannes van Houten, Ingrid van Houten-Groeneveld és Tom Gehrels fedezte fel 1973. szeptember 29-én.
Nevét Henri Matisse (1969–1954) francia festő után kapta.